# Улица Попова (Великий Новгород)
Улица Попо́ва — улица в Великом Новгороде. Находится в Западном районе города. Проходит от улицы Ломоносова до улицы Кочетова. Под прямым углом пересекается с одной из важнейших городских магистралей — проспектом Мира. Протяжённость — 1060 м.

## История
Сформировалась в начале 1960-х годов. 24 мая 1966 года согласно решению Новгорисполкома получила название в честь русского изобретателя в области радиосвязи Александра Попова (1859—1905).
Левая и правая стороны улицы разнесены на 140 м друг от друга и застроены многоквартирными жилыми домами. В центральной части расположены мини-рынок «Западный», главный офис Новгородского отделения «Сбербанка России», школа-сад комплекс «Гармония», детская поликлиника № 2